# K.u.k. FB 4.01–27
Die Dampflokomotivreihe k.u.k. FB 4 war eine Schmalspur-Schlepptenderlokomotivreihe der k.u.k Feldbahn.

## Geschichte

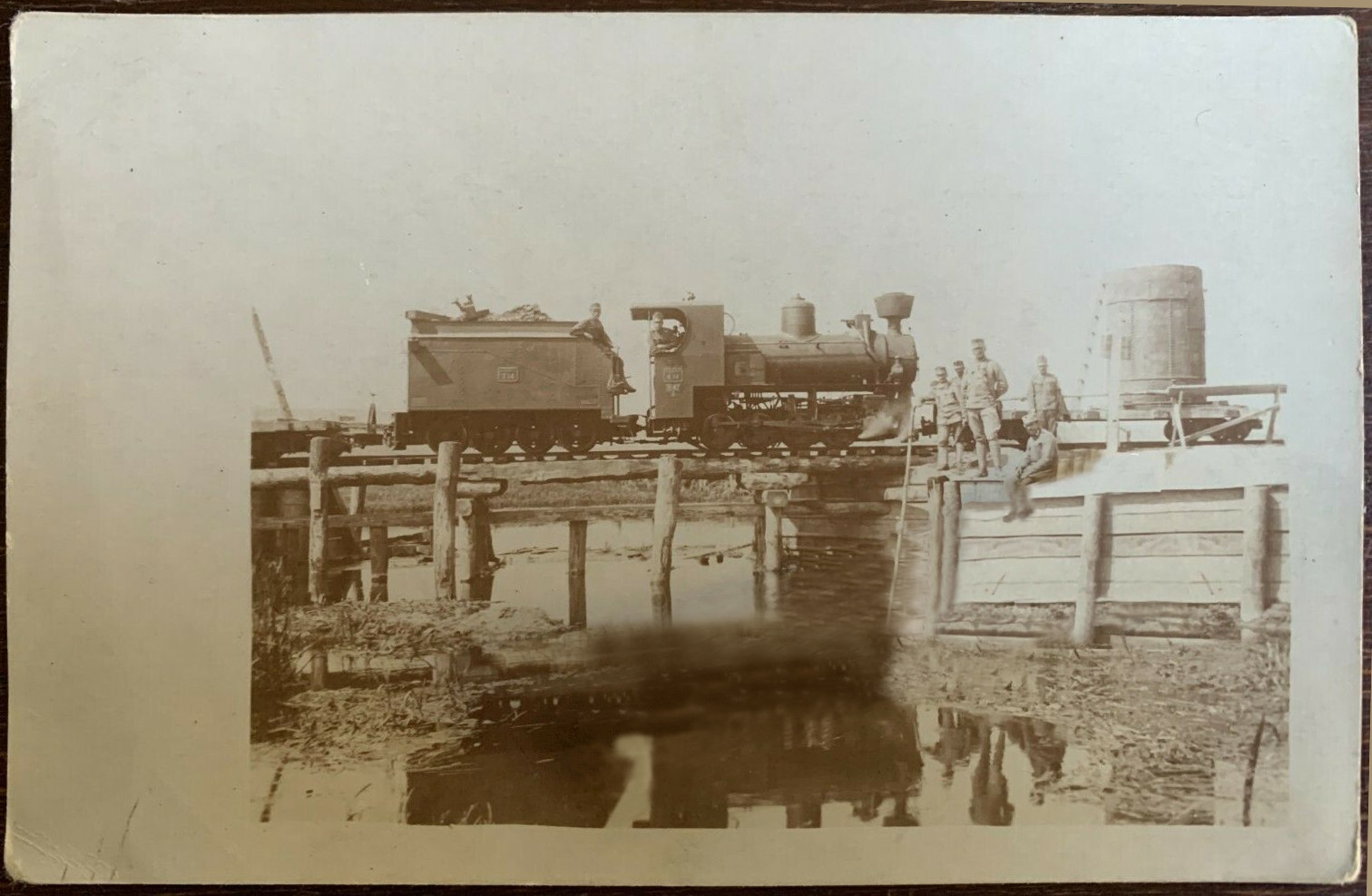
Lokomotive der Reihe 4 mit Wassertank auf einer Holzbrücke

Die 27 Stück dieser kleinen Lokomotiven mit 700 mm Spurweite wurden von der Wiener Neustädter Lokomotivfabrik und von der Lokomotivfabrik der StEG 1909 und 1917 gefertigt. Sie entstanden durch leichte Modifikation der k.u.k. FB 3.01–24, mit denen die k.u.k Feldbahnen sehr zufrieden waren. Karl Gölsdorf beriet die Konstrukteure bei der Entwicklung der Type. Gegenüber der FB-Reihe 3 hatten sie einen Dampftrockner sowie ein verändertes Führerhaus und zeichneten sich als robuste, einfach konstruierte Maschinen aus. 
Nach dem Ersten Weltkrieg erhielten vier Stück eine PKP-Nummer, zwei eine CFF-Nummer und eine wurde über die Waldbahn Hronec zur ČSD U 44.901.
Die PKP-Lokomotiven D6-4316 und D6-4317, ehemals 4.05 und 4.08, erhielten mit 750 mm Spurweite 1942 die DR-Nummern 99 2572 und 99 2573.
Nach 1945 verbleiben sie wieder bei den PKP, die sie 1948 als Px1-1584 und Px1-1585 einreihte.